# La dama de Beirut
La dama de Beirut es una película dramática-romántica-musical coproducción hispano-francesa-italiana protagonizada por Sara Montiel. Dirigida por Ladislao Vajda, fue estrenada el 28 de julio de 1966 en España. En Hispanoamérica se exhibió bajo el título de "Cada noche un amor". 

## Argumento
Isabel (Sara Montiel), una joven cantante con ganas de triunfar, cae en las redes de una organización que se dedica a la trata de blancas y es conducida a un casino de Beirut, Líbano que, en realidad, es un prostíbulo. Cuando se da cuenta del engaño, intenta huir y pide ayuda a un médico francés que, casualmente, resulta ser el padre de un joven que conoció durante el viaje hasta Beirut.

## Reparto
- Sara Montiel como Isabel.
- Fernand Gravey como el Dr. Castello
- Giancarlo Del Duca como Francis Castello
- Magali Noël como Gloria Lefevre.
- Alain Saury como Xandro Lakaris "el griego".

## Banda sonora
La banda sonora fue realizada por Gregorio García Segura e incluía los siguientes temas interpretados por Sara Montiel los cuales fueron editados en Discos Hispavox:
- Adiós Granada (Casos P., R. Calleja, T. Barrera)
- En Secreto "Cada Noche Un Amor" (Agustín Lara)
- La Española de "El Niño Judío" (A. Paso, E. García Álvarez, P. Luna)
- Perfidia (Alberto Domínguez)
- Alma Mía (María Grever)
- Perdida "Mulher de Ninguem" (A. de Oliveira-J.Guimaraes-J.M.Arozamena)
- Les Feuilles Mortes "Las Hojas Muertas" (J.Prevert-J.Kosma)